# بازی شام
بازی شام (به انگلیسی: The Dinner Game) یا شام احمق‌ها فیلمی محصول سال ۱۹۹۸ و به کارگردانی فرانسیس وبر است. در این فیلم بازیگرانی همچون ژاک ویره، تیری لرمیت، فرانسیس هوستر، دانیل پروو، الکساندرا وندرنوت، کاترین فرو، ادگار ژیوری ایفای نقش کرده‌اند.